# Landau (hippomobile)
 (septembre 2022).
Si vous disposez d'ouvrages ou d'articles de référence ou si vous connaissez des sites web de qualité traitant du thème abordé ici, merci de compléter l'article en donnant les références utiles à sa vérifiabilité et en les liant à la section « Notes et références ».
 (septembre 2022).
Pour les articles homonymes, voir Landau.

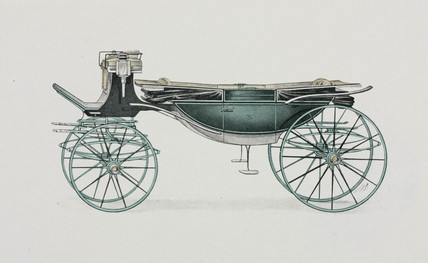
Landau, 1903, par J. & C. Cooper, dessin mettant en évidence la parfaite horizontalité des deux capotes repliées.

Le landau est une voiture attelée à quatre roues et quatre places en vis-à-vis, plus deux strapontins, à double capote mobile. Il peut être attelé à deux ou à quatre chevaux. C'est une évolution de la calèche dans le sens de l'élégance et de l'aspect pratique.

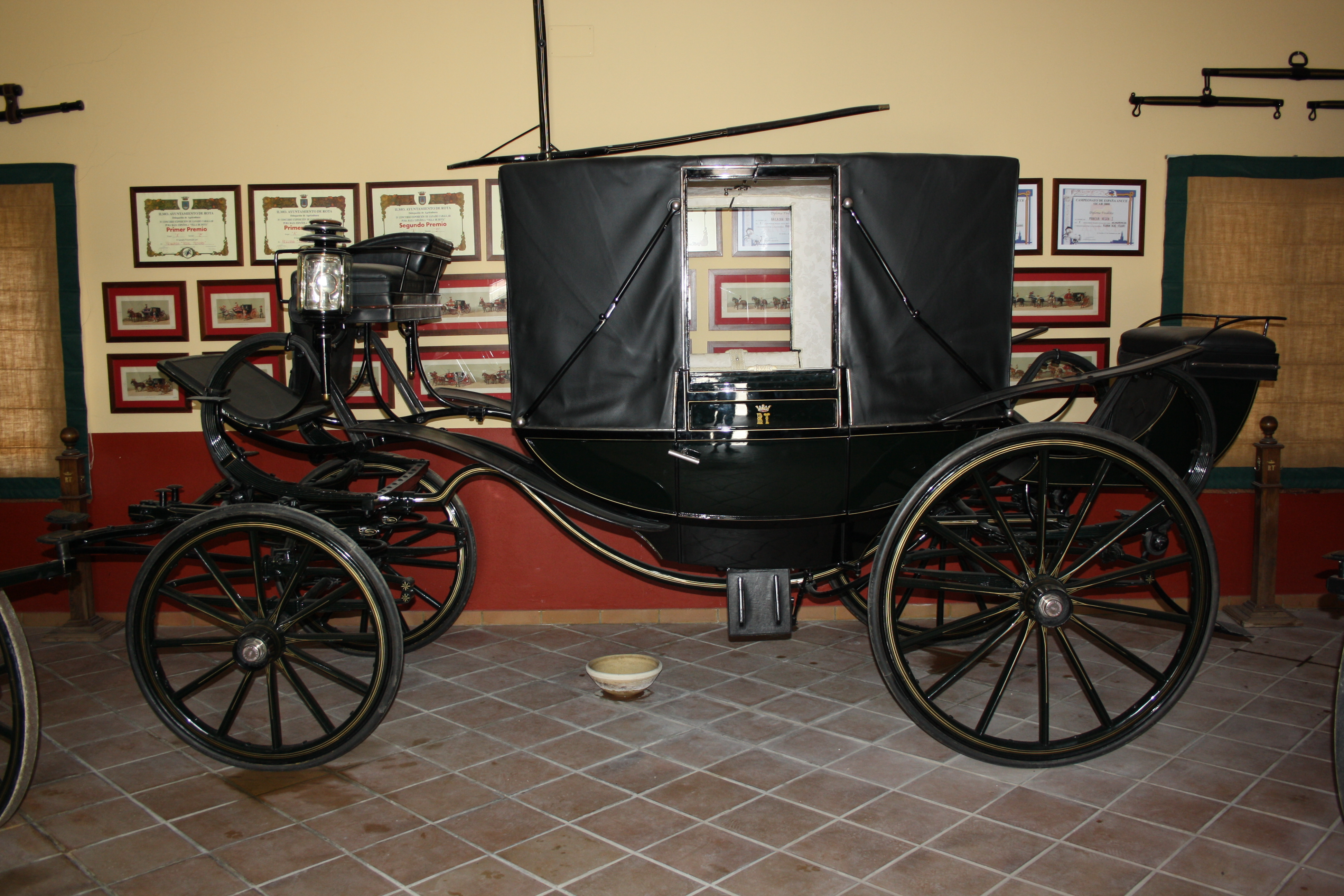
Landau en position fermé à Jerez

Sa caisse descend assez bas, de sorte que son accès est aisé pour les passagers. Une autre particularité réside dans le perfectionnement de la capote, qui peut se rabattre totalement à l'horizontale, offrant ainsi la vue et l'air aux passagers.
Il possède des suspensions et une direction par cheville ouvrière. Il est conduit par un cocher assis sur un siège avant solidaire de la caisse ou bien par un ou deux postillons comme pour les attelages à la d'Aumont.

## Histoire
Créé en Allemagne, dans la ville de Landau in der Pfalz d’où il tire son nom, il fut introduit en Angleterre en 1747, devint à la mode en France à partir de 1850, et est resté véhicule de prestige jusqu'à la Seconde Guerre mondiale.

## Landau à cinq vitres
C'est une évolution du traditionnel landau à double capote. En effet même si la position décapotée est la principale raison d'être du landau, afin d'améliorer le confort (étanchéité) et la vision en position fermée, la demi capote antérieure est remplacée par un châssis vitré articulé (muni de trois vitres) et escamotable  en s’abaissant vers l’avant et se repliant derrière le siège du cocher.

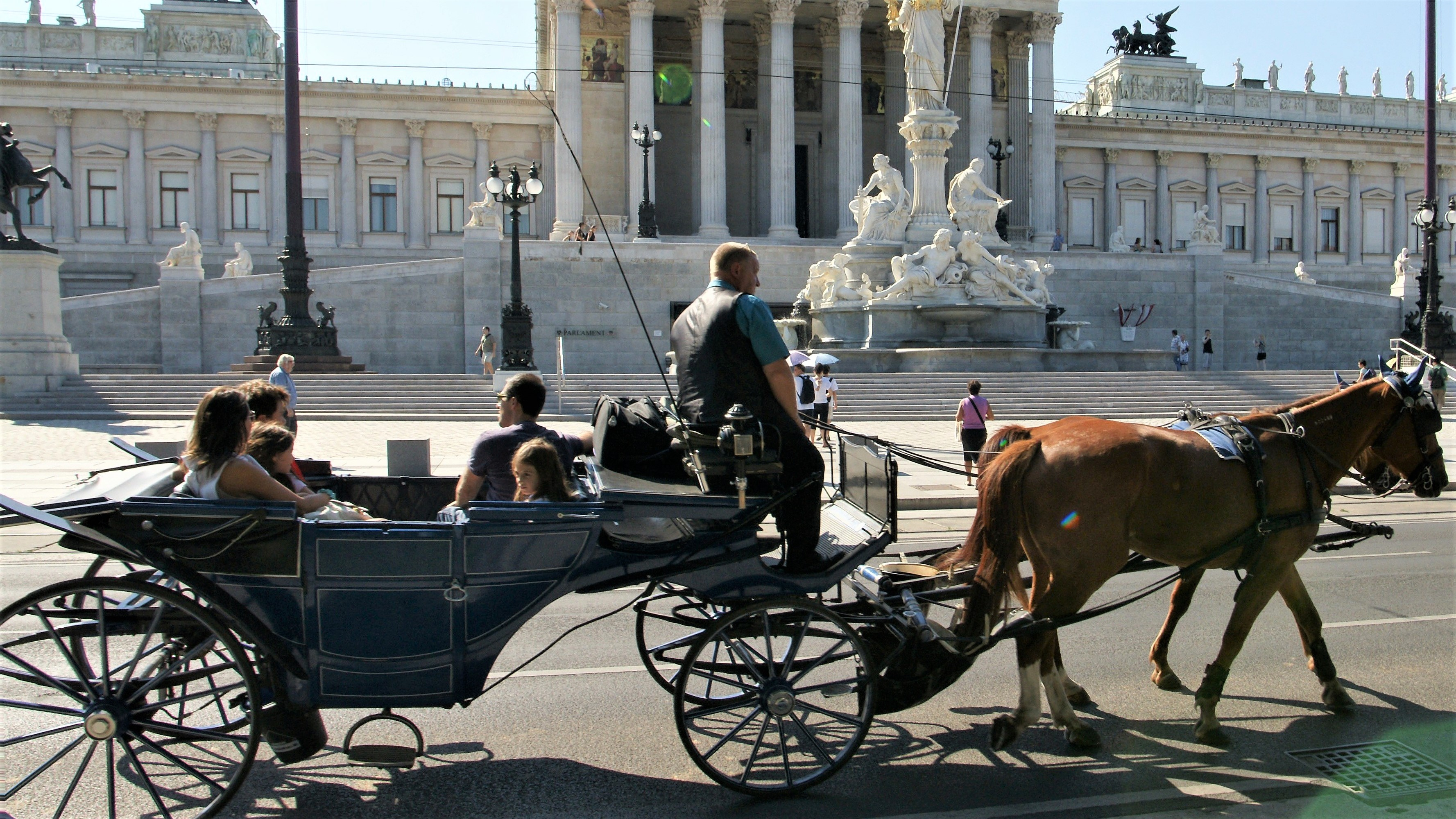
position décapotée
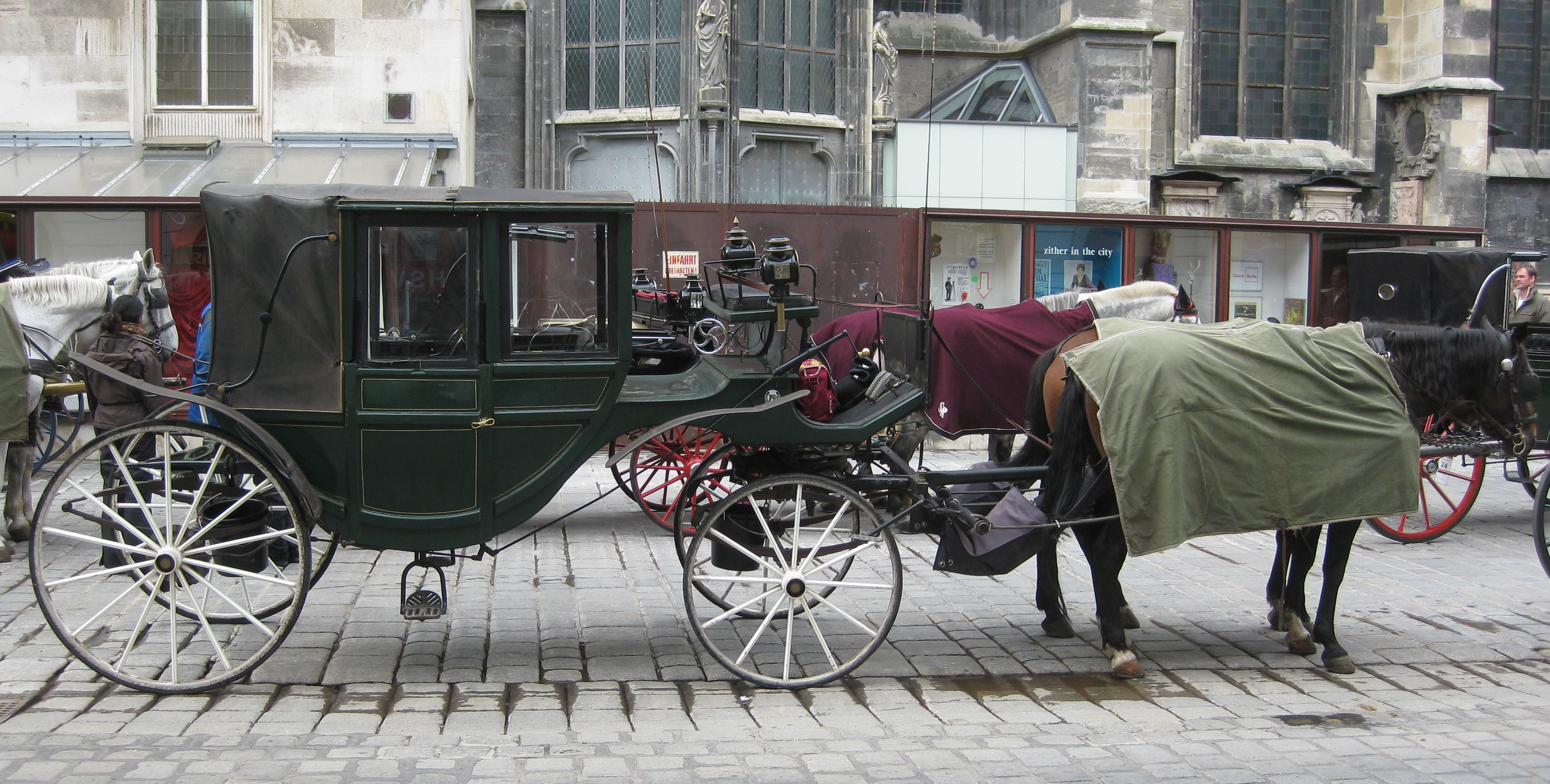
position fermée

## Landaulet
Landaulet fait référence à un type de configuration de calèche en vogue des années 1910 aux années 1930 et utilisé moins fréquemment dans la période d'après-guerre. À cette époque, le Landaulet correspond à un landau-coupé : les deux places et la capote avant ont été supprimées. Quand ce type de caisse est raccourcie et ne comporte que quatre places, il s'agit d'un Landaulet trois-quarts.
Avec l'apparition des automobiles à moteur modernes, l'appellation "Landaulet" est une type de carrosserie d'une automobile de classe supérieure, généralement une limousine, dont les places avant disposent d'un toit rigide en tôle, tandis que les places arrière sont recouvertes d'une capote mobile en toile qui, comme sur un cabriolet, les découvre pour ne révéler que la tête des passagers.

## Galerie

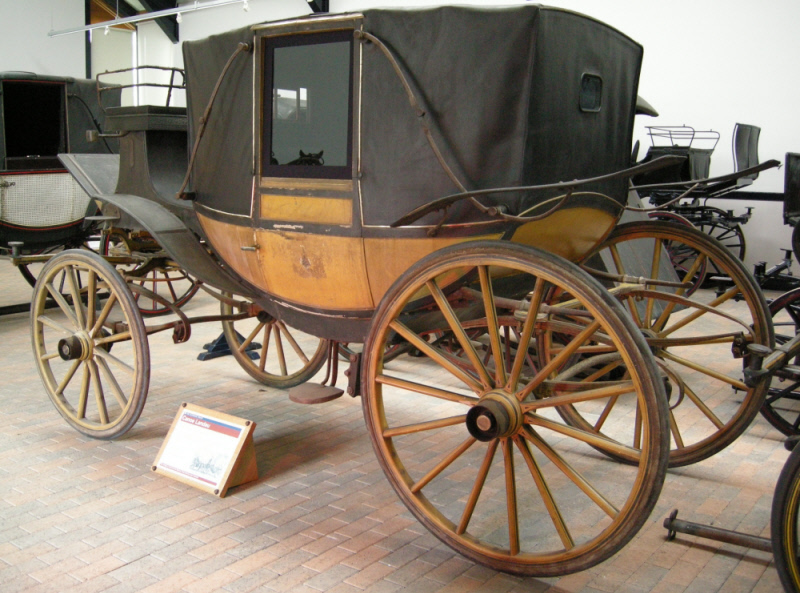
Landau du shérif du Wiltshire, exposé au musée de Nottingham.
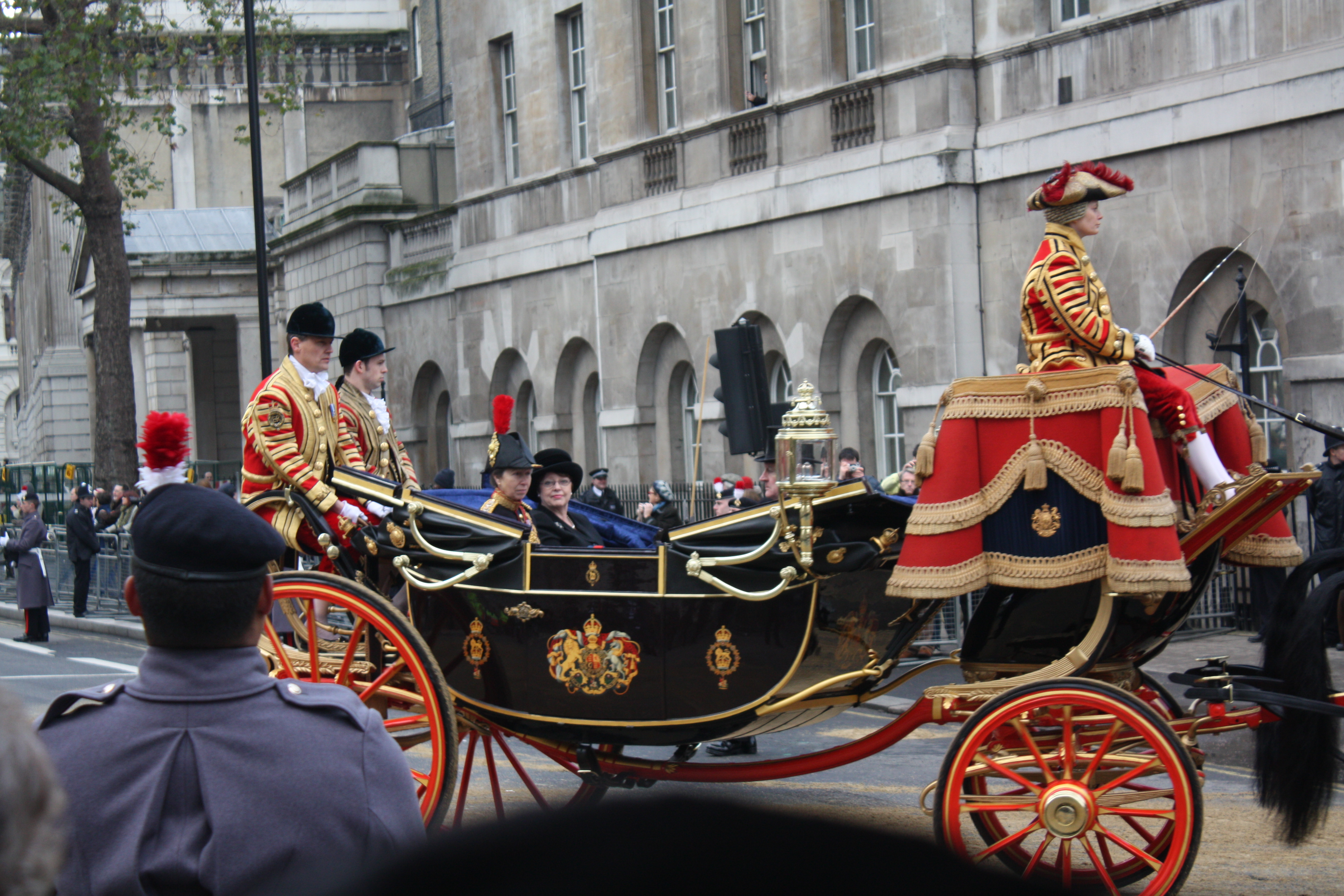
Landau royal britannique à Londres.
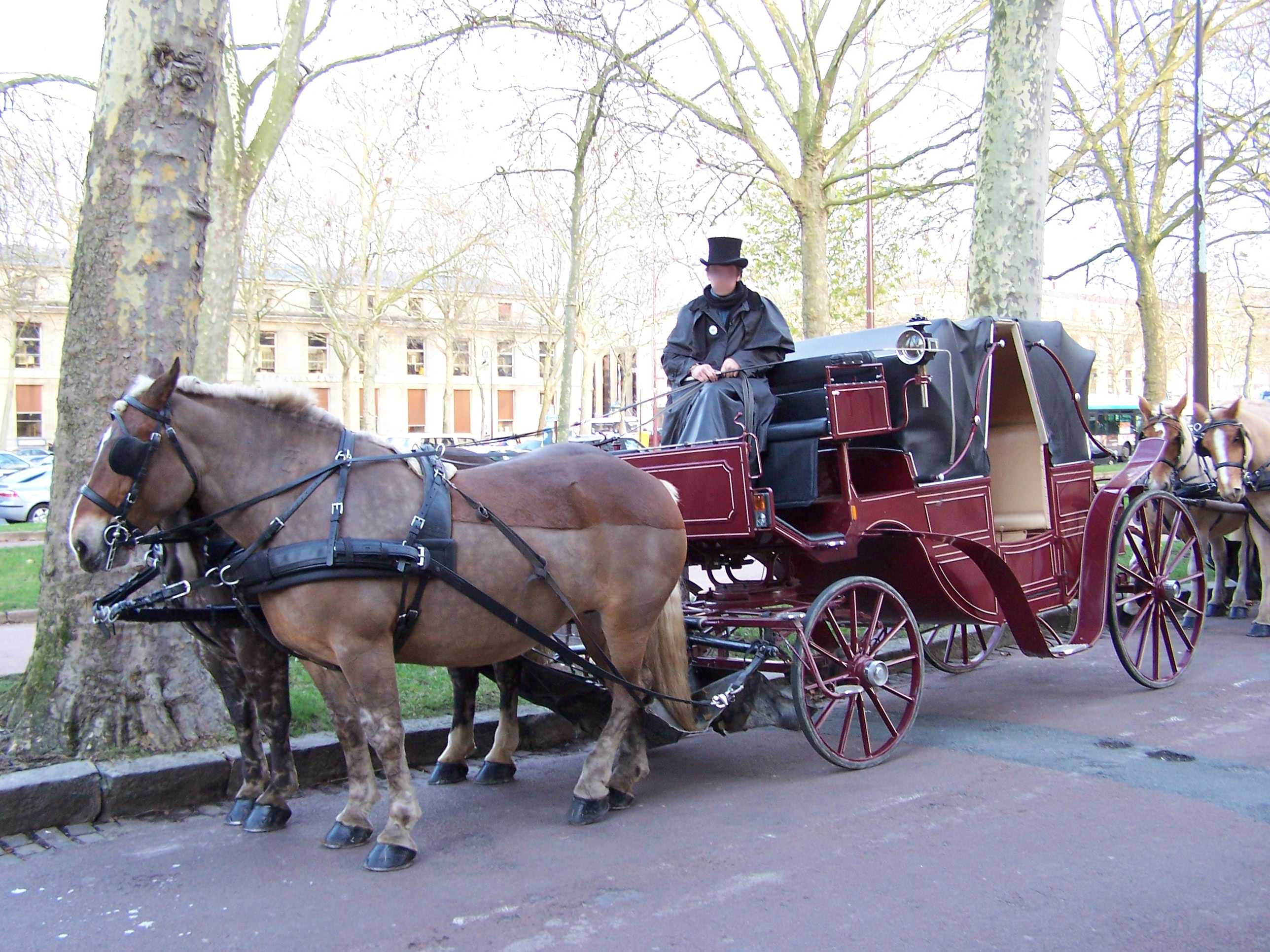
Un landau moderne à Versailles, France.
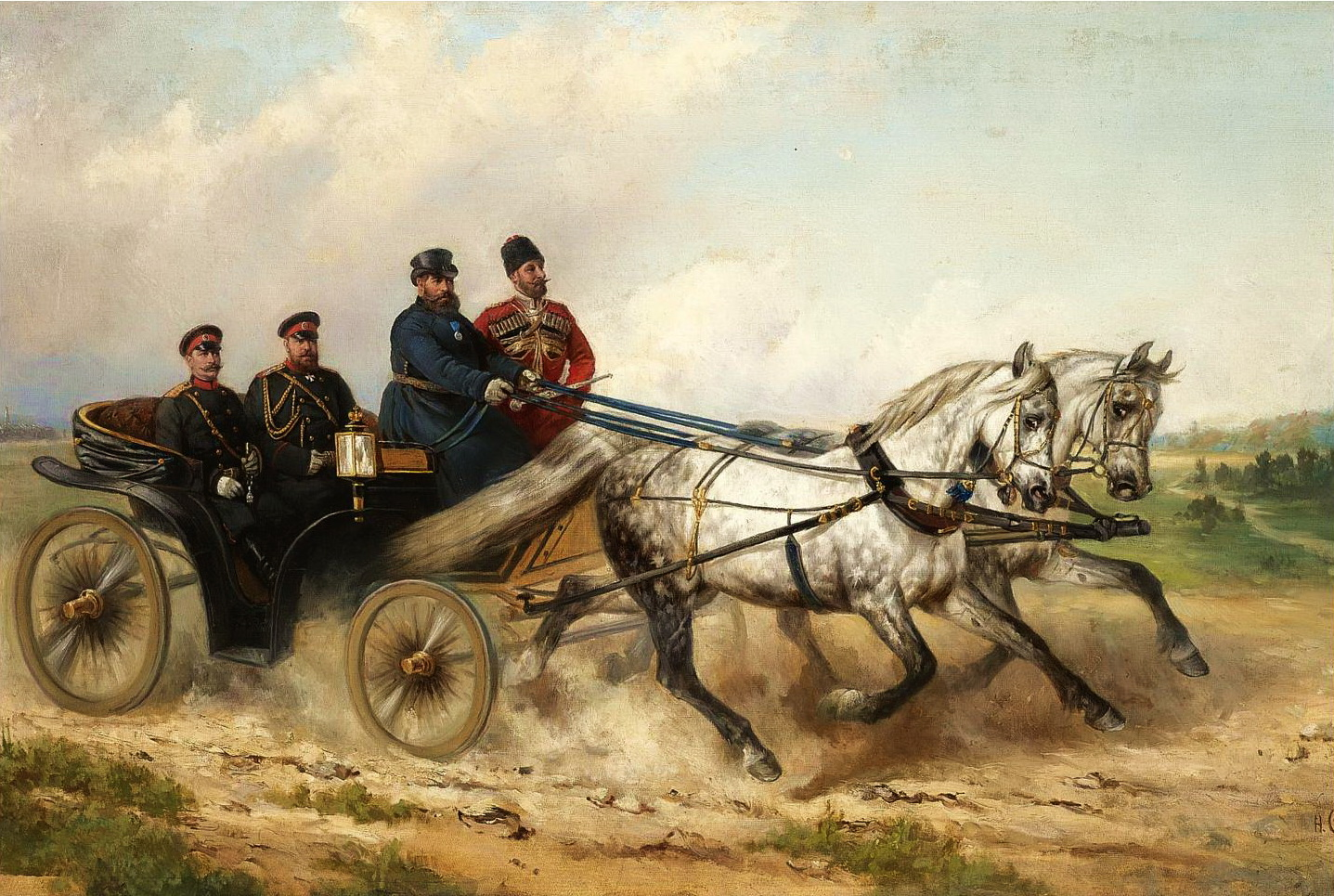
Alexandre III en landaulet découvert mené par des trotteurs Orlov.
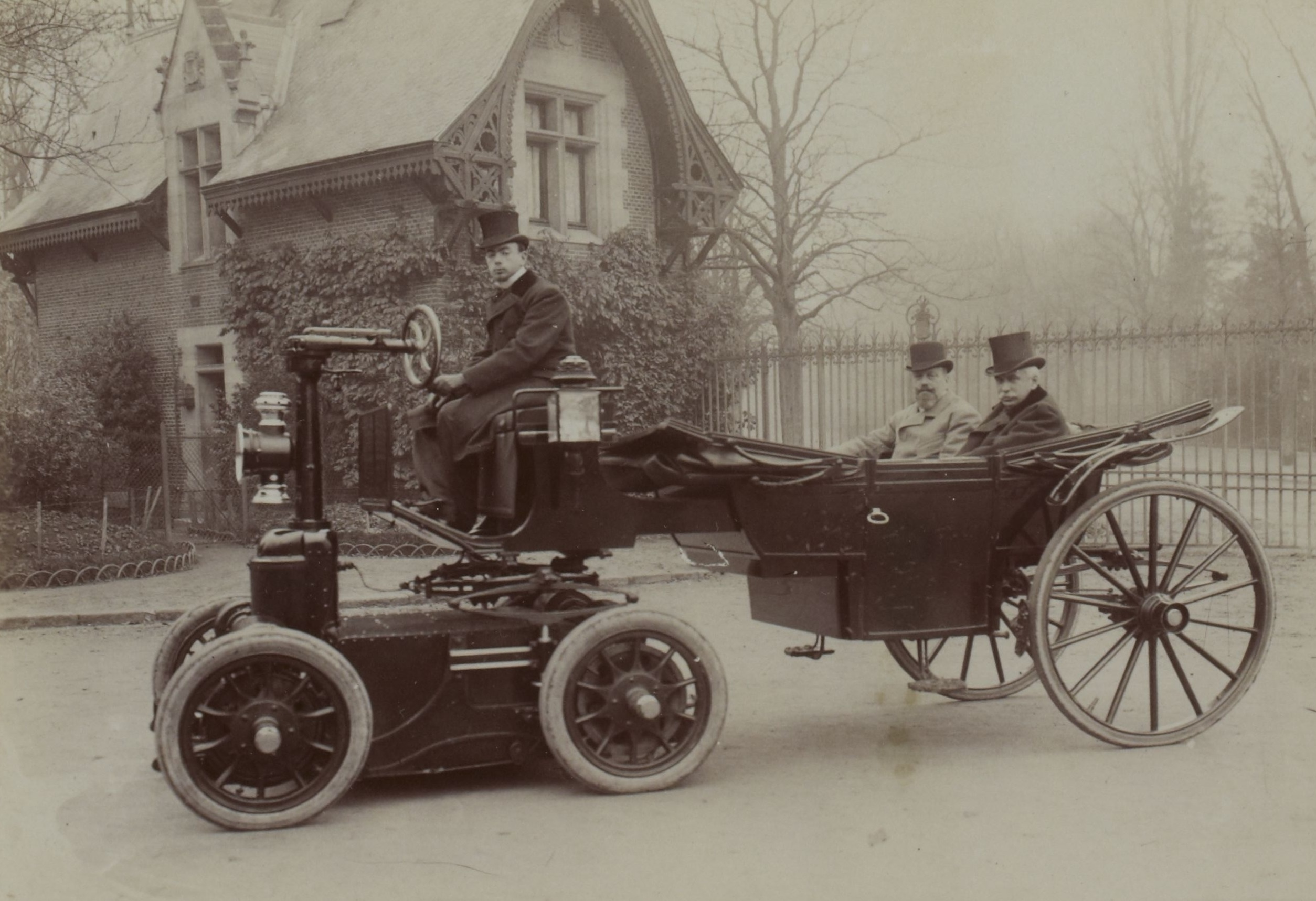
Au bois de Boulogne, un rare landau tracté automobile (1899).
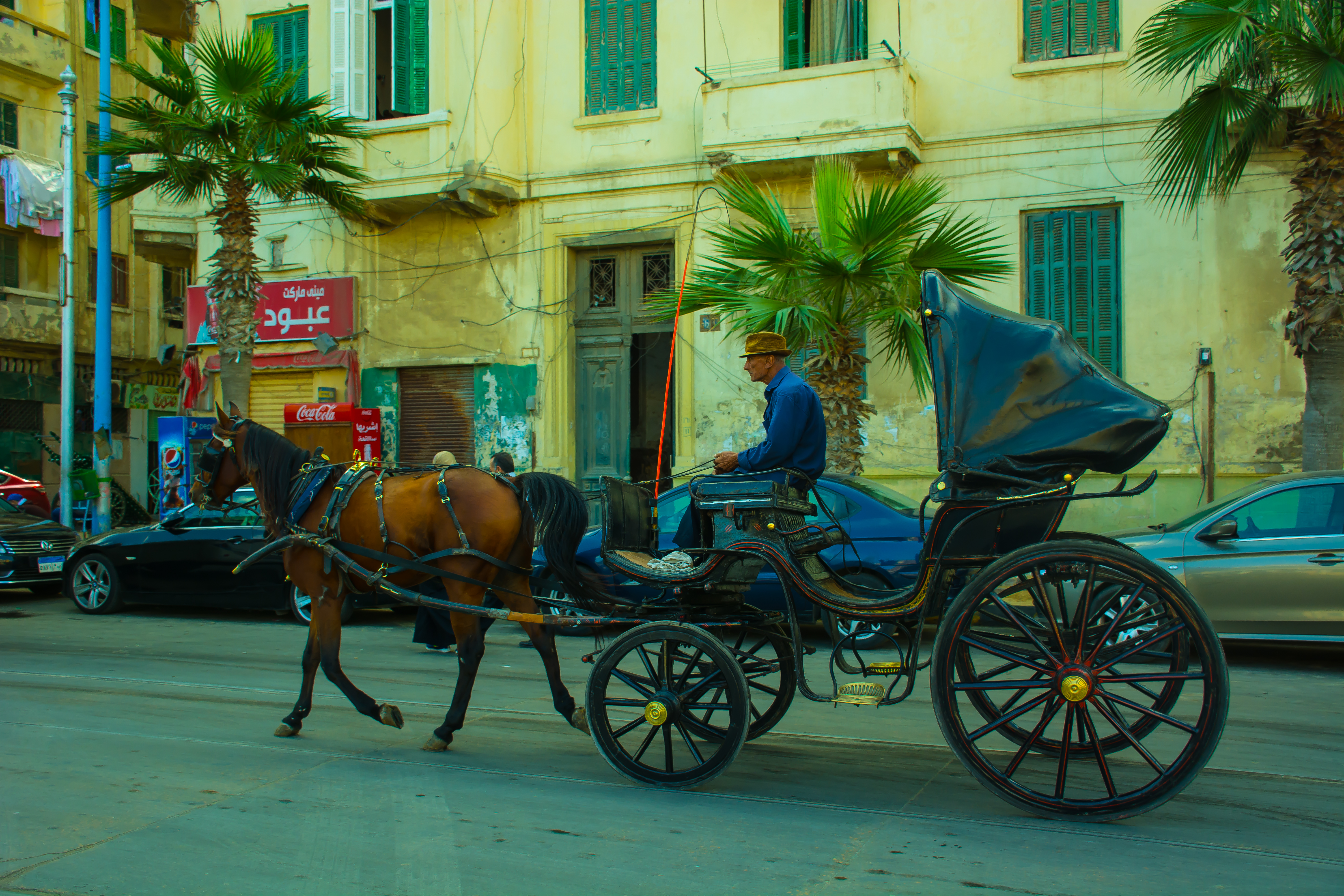
Bel exemplaire de landaulet
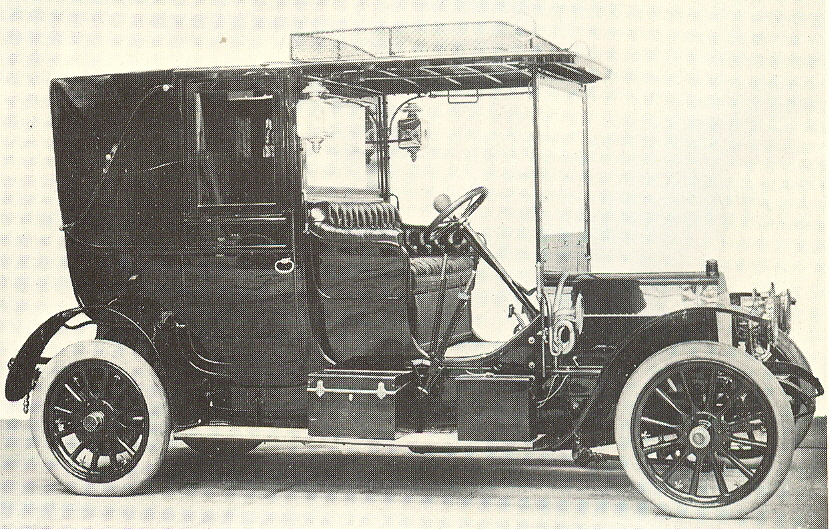
Fiat Brevetti Cabriolet-Royal Landaulet (1906)
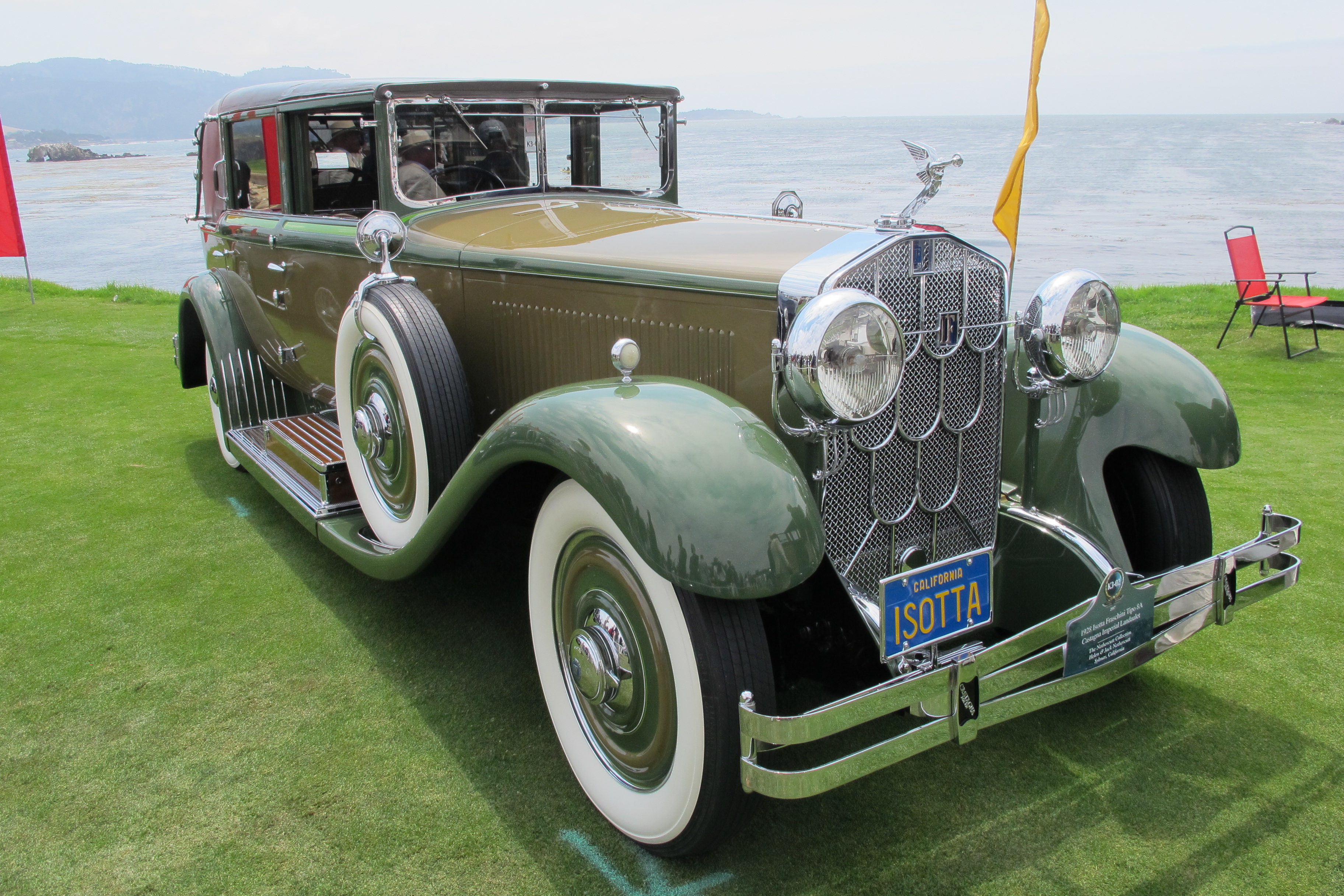
Isotta Fraschini Tipo 8A Castagna Landaulet Impérial de 1928 (exposé au Concours d'élégance de Pebble Beach 2017)
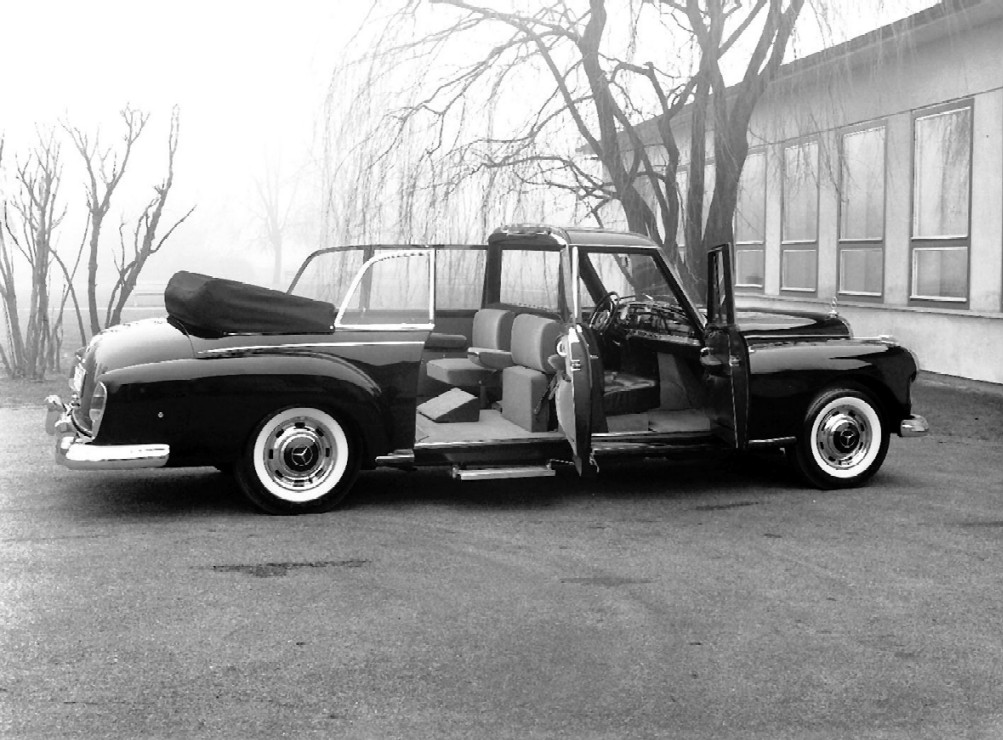
Mercedes-Benz 300 Landaulet (1965)